# Liste von Alpenstraßen
Neben den Gebirgspässen existieren auch Gebirgsstraßen, die im Gegensatz zu den Pässen keinen  Durchgangsverkehr ermöglichen. Sie können als Sackgassen oder Ringstraßen angelegt sein. Sie sind meist touristischen, industriellen oder militärischen Ursprungs. Beliebte Ziele dieser Straßen sind Stauseen oder Gletscher, auch Skiorte oder Berghütten/Hotels. Während Radrundfahrten werden solche Straßen auch gerne als Bergankunft in Anspruch genommen.
Dieser Artikel listet eine Auswahl solcher Straßen in den Alpen auf.
| Name                                      | Höhe    | Land | Bundesland – Region  | Gemeinde            | Ausbau (T, ST, BT) 1 | Koordinaten                     |
| ----------------------------------------- | ------- | ---- | -------------------- | ------------------- | -------------------- | ------------------------------- |
| Roßfeldhöhenringstraße                    | 1.560 m | D    | Bayern               | Eck                 | Straße               | 47° 37′ 33,7″ N, 13° 5′ 31,7″ O |
| Großer Ahornboden                         | 1.203 m | A    | Tirol                | Hinterriß           | Straße               |                                 |
| Edelweißstraße                            | 2.571 m | A    | Salzburg             | Fusch               | Straße               |                                 |
| Kaiser-Franz-Josefs-Höhe                  | 2.369 m | A    | Kärnten              | Heiligenblut        | Straße               |                                 |
| Hochfügener Straße                        | 1.480 m | A    | Tirol                | Fügenberg           | Straße               |                                 |
| Kaunertaler Gletscherstraße               | 2.750 m | A    | Tirol                | Feichten            | Straße               |                                 |
| Kitzbüheler Horn                          | 1.670 m | A    | Tirol                | Kitzbühel           | Straße               |                                 |
| Loser-Panoramastraße                      | 1.600 m | A    | Steiermark           | Altaussee           | Straße               |                                 |
| Ötztaler Gletscherstraße Tiefenbachferner | 2.829 m | A    | Tirol                | Sölden              | Straße               |                                 |
| Ötztaler Gletscherstraße Rettenbachferner | 2.674 m | A    | Tirol                | Sölden              | Straße               |                                 |
| Stoderzinken Alpenstraße                  | 1.829 m | A    | Steiermark           | Gröbming            | Straße               |                                 |
| Tauplitzalm Alpenstraße                   | 1.621 m | A    | Steiermark           | Bad Mitterndorf     | Straße               |                                 |
| Türlwandhütte (Dachsteingebirge)          | 1.692 m | A    | Steiermark           | Ramsau am Dachstein | Straße               |                                 |
| Villacher Alpenstraße                     | 1.732 m | A    | Kärnten              | Villach             | Straße               |                                 |
| Zillertaler Höhenstraße                   | 2.133 m | A    | Tirol                | Ramsau im Zillertal | Straße               |                                 |
| Älggi-Alp                                 | 1.645 m | CH   | Kanton Obwalden      | Sachseln            | Straße               |                                 |
| Schanfiggerstrasse                        | 1.880 m | CH   | Kanton Graubünden    | Chur                | Straße               |                                 |
| Juf                                       | 2.126 m | CH   | Kanton Graubünden    | Avers GR            | Straße               |                                 |
| Valle Maggia                              | 2.314 m | CH   | Kanton Tessin        | Fusio               | Straße               |                                 |
| Drei-Zinnen-Bergstraße                    | 2.320 m | I    | Südtirol             | Misurina            | Straße               |                                 |
| Cinque Torri                              | 2.135 m | I    | Südtirol             | Giaupass            | Straße               |                                 |
| Penegal                                   | 1.737 m | I    | Südtirol             | Kaltern             | Straße               |                                 |
| Col de Sommeiller                         | 2.996 m | I    | Piemont              | Rochemolles         | Schotterstraße       |                                 |
| Strada delle 52 Gallerie                  | 1.934 m | I    | Veneto               |                     | Pfad                 |                                 |
| Courchevel                                | 2.000 m | F    | Auvergne-Rhône-Alpes |                     | Straße               |                                 |
| L’Alpe d’Huez                             | 1.972 m | F    | Auvergne-Rhône-Alpes |                     | Straße               |                                 |
| Les Deux Alpes                            | 1.650 m | F    | Auvergne-Rhône-Alpes |                     | Straße               |                                 |
| Arc 2000                                  | 2.100 m | F    | Auvergne-Rhône-Alpes | Bourg-Saint-Maurice | Straße               |                                 |
| Mangartstraße                             | 2.100 m | SLO  | Goriška              | Strmec na Predelu   | Straße               |                                 |